# Isaac Lihadji
Isaac Lihadji (Marsiglia, 10 aprile 2002) è un calciatore francese, attaccante dell'Al-Arabi.

## Biografia
È di origine comoriana.

## Caratteristiche tecniche
È un'ala destra.

## Carriera

### Club
Cresciuto nel settore giovanile dell'Olympique Marsiglia, ha esordito in prima squadra il 24 settembre 2019 giocando l'incontro di Ligue 1 pareggiato 0-0 contro il Digione. In seguito ha giocato anche contro l'Amiens ad ottobre prima di ritornare in pianta stabile nella squadra B impiegata in Championnat National 2.
Il 2 luglio 2020 viene acquistato dal Lilla, venendo aggregato fin da subito in prima squadra. Debutta con il nuovo club il 25 settembre nel match di campionato contro il Nantes, mentre il 5 novembre fa il suo esordio nelle coppe europee, giocando il match di Europa League contro il Milan.
Dopo essere stato messo in seconda squadra per la stagione 2022-2023, il 26 gennaio 2023 viene acquistato a titolo definitivo dal Sunderland.

### Nazionale
Ha giocato nelle nazionali giovanili francesi Under-16, Under-17, Under-18, Under-19, Under-20 ed Under-21.

## Statistiche

### Presenze e reti nei club
Statistiche aggiornate al 26 gennaio 2023.
| Stagione        | Squadra               | Campionato      | Campionato | Campionato | Coppe nazionali | Coppe nazionali | Coppe nazionali | Coppe continentali | Coppe continentali | Coppe continentali | Altre coppe | Altre coppe | Altre coppe | Totale | Totale | Totale |
| Stagione        | Squadra               | Comp            | Pres       | Reti       | Comp            | Pres            | Reti            | Comp               | Pres               | Reti               | Comp        | Pres        | Reti        | Pres   | Reti   |        |
| --------------- | --------------------- | --------------- | ---------- | ---------- | --------------- | --------------- | --------------- | ------------------ | ------------------ | ------------------ | ----------- | ----------- | ----------- | ------ | ------ | ------ |
| 2019-2020       | Olympique Marsiglia 2 | N2              | 9          | 1          |                 | -               | -               |                    | -                  | -                  |             | -           | -           | 9      | 1      |        |
| 2019-2020       | Olympique Marsiglia   | L1              | 2          | 0          | CF+CdL          | 0               | 0               |                    | -                  | -                  |             | -           | -           | 2      | 0      |        |
| 2020-2021       | Lilla                 | L1              | 15         | 0          | CF              | 2               | 0               | UEL                | 4                  | 0                  |             | -           | -           | 21     | 0      |        |
| 2021-2022       | Lilla                 | L1              | 13         | 1          | CF              | 2               | 0               | UCL                | 3                  | 0                  | SF          | 0           | 0           | 18     | 1      |        |
| 2022-gen. 2023  | Lilla                 | L1              | 0          | 0          | CF              | 0               | 0               |                    | -                  | -                  |             | -           | -           | 0      | 0      |        |
| Totale Lilla    | Totale Lilla          | Totale Lilla    | 28         | 1          |                 | 4               | 0               |                    | 7                  | 0                  |             | 0           | 0           | 39     | 1      |        |
| 2022-gen. 2023  | Lille 2               | N3              | 8          | 0          |                 | -               | -               |                    | -                  | -                  |             | -           | -           | 8      | 0      |        |
| gen.-giu. 2023  | Sunderland            | FLC             | 6          | 0          | FACup+CdL       | 0               | 0               | -                  | -                  | -                  | -           | -           | -           | 6      | 0      |        |
| 2023-2024       | Al-Duhail             | QSL             | 5          | 1          | QSC+EQC         | 2+0             | 1+0             | ACL                | 3                  | 0                  | -           | -           | -           | 10     | 2      |        |
| Totale carriera | Totale carriera       | Totale carriera | 58         | 3          |                 | 6               | 1               |                    | 10                 | 0                  |             | 0           | 0           | 74     | 4      |        |

## Palmarès

### Competizioni nazionali
- Campionato francese: 1

Lilla: 2020-2021
- Supercoppa francese: 1

Lilla: 2021